# Toni Montesinos Gilbert
Toni Montesinos Gilbert (Barcelona, 1972) és crític literari del diari La Razón i col·laborador de Clarín, Mercurio i Letra Internacional y del suplemento "El Viajero" del diari El País.
Llicenciat en Filologia Hispànica, és autor de les novel·les Solos en los bares de noche (Mondadori, 2002) i Hildur (Paréntesis, 2009), i del llibre miscel·lani El gran impaciente: suicidio literario y filosófico (March Editor, 2005). Ha publicat els llibres de poesia El atlas de la memoria (Caracas: Eclepsidra, 1998), Labor de melancoholismo (XXX Premio Ciudad de Alcalá, Fundación Colegio del Rey, 2000), La ciudad gris (El Toro de Barro, 2001) i Sin (Huacanamo, 2010).
Ha recollit els seus assaigs de poesia i narrativa, respectivament, a Experiencia y memoria (Sevilla: Renacimiento, 2006) i Desarticulación (Sevilla: Metropolisiana, 2009). Ha editat l'obra d'Ángel Crespo a Oculta transparencia: antología poética 1950-1959 (El Toro de Barro, 2000), ha escrit el llibret de l'òpera Trenes de marzo (estrenada a la Sala Beckett el novembre de 2006) i ha prologat el volum 9 de les Obras completas de Benito Pérez Galdós, titulat Las epopeyas cotidianas ―que inclou "El doctor Centeno", "Tormento y La de Bringas"―, i ha publicat per a El Cabildo Insular (2007). El seu últim llibre Escenas de la catástrofe (Polibea, 2010), recull texts sobre Nova York.